# Trirhabda gurneyi
Trirhabda gurneyi is een keversoort uit de familie bladkevers (Chrysomelidae). De wetenschappelijke naam van de soort werd in 1951 gepubliceerd door Blake.